# Brodersdorf
Brodersdorf est une commune allemande du Schleswig-Holstein, située dans l'arrondissement de Plön, à douze kilomètres au nord-est de Kiel, près de la mer Baltique. Brodersdorf fait partie de l'Amt Probstei qui regroupe 20 communes situées dans la région du même nom.